# Copa del Rey de fútbol 1920
La Copa del Rey de 1920 fue la decimoctava edición del Campeonato de España de Copa de fútbol. Fue disputada a lo largo de la primera mitad del año 1920, entre los distintos campeones de los torneos regionales del país de la temporada 1919-20.
Fue campeón el Foot-ball Club Barcelona —quien logró su cuarto título— tras vencer por 2-0 al Athletic Club. El hasta entonces vigente campeón Arenas Club de Guecho no pudo defender su título en detrimento del mencionado Athletic de Bilbao, vencedor del Regional del Norte.

## Desarrollo
Participaron en esta edición de la Copa los ganadores de los torneos regionales que se disputaron en España durante la primera mitad de la temporada 1919-20. No hubo grandes sorpresas en los campeonatos regionales, ya que ganaron en todos ellos los equipos que venían siendo los dominadores históricos. No hubo ningún representante del Campeonato de Levante (Valencia y Murcia), debido a que dicho torneo no llegó a tener campeón al no disputarse la final entre el Cartagena Foot-ball Club de Murcia y el Gimnástico Foot-ball Club de Valencia. La federación levantina se encontraba inmersa en un caos organizativo, y declaraba y desadjudicaba títulos a antojo del entonces presidente federativo y desoyendo las directrices del estamento nacional. Así las cosas, no tuvo tampoco representante por segundo año consecutivo. Aragón seguía sin representación a nivel nacional ya que su federación y el Campeonato Regional de Aragón no se establecieron oficialmente hasta 1922. Hasta la fecha disputaban un campeonato oficioso que no les permitía acudir al certamen nacional. Mismo caso sucedía en el fútbol balear y el Campeonato Regional de Baleares y en Canarias, quien atravesaba una fuerte crisis y cuyo Campeonato Regional de Canarias no pudo designar un contendiente nacional al no estar afiliado a la federación nacional.

### Participantes
| Equipos participantes           | Equipos participantes           | Equipos participantes    |
| ------------------------------- | ------------------------------- | ------------------------ |
| Campeonato (Regiones agregadas) | Campeonato (Regiones agregadas) | Representante            |
| Campeonato de Asturias          |                                 | Real Sporting de Gijón   |
| Campeonato de Cataluña          |                                 | Foot-ball Club Barcelona |
| Campeonato del Centro           |                                 | Madrid Foot-ball Club    |
| Campeonato de Galicia           |                                 | Real Vigo Sporting Club  |
| Campeonato de Guipúzcoa         | (Navarra y La Rioja)            | Real Unión Club de Irún  |
| Campeonato del Norte            | (Cantabria)                     | Athletic Club            |
| Campeonato del Sur              | (Extremadura y Marruecos)       | Sevilla Foot-ball Club   |

## Fase final
Consistente en dos rondas a doble partido con los enfrentamientos dirigidos según la región del equipo. En caso de quedar empatados a victorias, se jugaba un partido de desempate en campo neutral. Los dos últimos contendientes se enfrentaron en la final a partido único en campo neutral.
|  | Cuartos de final         | Cuartos de final         | Cuartos de final         |   |               | Semifinales               | Semifinales               | Semifinales               |  |                 | Final     | Final     |  |
|  | 28 de marzo - 4 de abril | 28 de marzo - 4 de abril | 28 de marzo - 4 de abril |   |               | 11 de abril - 18 de abril | 11 de abril - 18 de abril | 11 de abril - 18 de abril |  |                 | 2 de mayo | 2 de mayo |  |
|  |                          |                          |                          |   |               |                           |                           |                           |  |                 |           |           |  |
|  | F. C. Barcelona          |                          |                          |   |               |                           |                           |                           |  |                 |           |           |  |
|  | Sevilla F. C.            |                          |                          |   |               |                           |                           |                           |  |                 |           |           |  |
|  |                          | F. C. Barcelona          | 1                        | 4 |               |                           |                           |                           |  |                 |           |           |  |
|  |                          |                          |                          | 4 |               |                           |                           |                           |  |                 |           |           |  |
|  |                          | Real Unión de Irún       | 0                        | 4 |               |                           |                           |                           |  |                 |           |           |  |
|  | Real Unión de Irún       | Real Unión de Irún       | 0                        | 4 |               |                           |                           |                           |  |                 |           |           |  |
|  |                          |                          |                          |   |               |                           |                           |                           |  |                 |           |           |  |
|  |                          |                          |                          |   |               |                           |                           |                           |  |                 |           |           |  |
|  |                          |                          |                          |   |               |                           |                           |                           |  | F. C. Barcelona | 2         |           |  |
|  |                          | Athletic Club            | 0                        |   |               |                           |                           |                           |  |                 |           |           |  |
|  | Madrid F. C.             | 1                        | 1                        |   |               |                           |                           |                           |  |                 |           |           |  |
|  | Athletic Club            | 1                        | 4                        |   |               |                           |                           |                           |  |                 |           |           |  |
|  | Athletic Club            | 1                        | 4                        |   | Athletic Club | 2                         | 1                         |                           |  |                 |           |           |  |
|  |                          |                          |                          |   | Athletic Club | 2                         | 1                         |                           |  |                 |           |           |  |
|  |                          | Vigo Sporting            | 1                        | 0 |               |                           |                           |                           |  |                 |           |           |  |
|  | Sporting de Gijón        | Vigo Sporting            | 1                        | 0 | 0             | 1                         |                           |                           |  |                 |           |           |  |
|  | Sporting de Gijón        |                          |                          |   | 0             | 1                         |                           |                           |  |                 |           |           |  |
|  | Vigo Sporting            | 0                        | 4                        |   |               |                           |                           |                           |  |                 |           |           |  |

### Cuartos de final
Al ser siete los equipos que disputaban el torneo uno de ellos debía quedar exento de la eliminatoria de cuartos de final y el afortunado fue el Real Unión Club de Irún mediante sorteo. Además la eliminatoria que debían disputar el contendiente catalán y con el del sur no llegó a disputarse. El Sevilla Foot-ball Club no se presentó al negarse a disputar los dos partidos de la eliminatoria en un campo neutral de Madrid, como había sucedido el año anterior, de nuevo a petición del Foot-ball Club Barcelona que quería evitar el largo y caro desplazamiento del equipo hasta Sevilla. Por ello los catalanes pasaron directamente a semifinales sin disputar la eliminatoria de cuartos de final.
| 1.ª eliminatoria (Ida); 28 de marzo de 1920 | F. C. Barcelona | bye     | Sevilla F. C. | Campo de O'Donnell, Madrid |                      |
|                                             | Monjardín 1T'   | Reporte | José Mari 10' | Árbitro(s): Paco Bru       | Árbitro(s): Paco Bru |

| 1.ª eliminatoria (Vuelta); 4 de abril de 1920 | Sevilla F. C.                   | bye     | F. C. Barcelona | Campo de O'Donnell, Madrid |                     |
|                                               | Laca 3' (pen.) 2T' · Germán 2T' | Reporte | González 40'    | Árbitro(s): Torrens        | Árbitro(s): Torrens |

| Sorteo;                              |  | Real Unión Club de Irún (bye) |  |  |  |
| Clasificado directamente por sorteo. |  |                               |  |  |  |

| 3.ª eliminatoria (Ida); 28 de marzo de 1920 | Madrid F. C.  | 1 - 1   | Athletic Club | Estadio de O'Donnell, Madrid |                      |
|                                             | Monjardín 1T' | Reporte | José Mari 10' | Árbitro(s): Paco Bru         | Árbitro(s): Paco Bru |

| 3.ª eliminatoria (Vuelta); 4 de abril de 1920 | Athletic Club                   | 4 - 1   | Madrid F. C. | Estadio de San Mamés, Bilbao |                     |
|                                               | Laca 3' (pen.) 2T' · Germán 2T' | Reporte | González 40' | Árbitro(s): Torrens          | Árbitro(s): Torrens |

| 4.ª eliminatoria (Ida); 28 de marzo de 1920 | Sporting de Gijón | 0 - 0   | Real Vigo S. C. | Estadio El Molinón, Gijón |                   |
|                                             |                   | Reporte |                 | Árbitro(s): Timor         | Árbitro(s): Timor |

| 4.ª eliminatoria (Vuelta); 4 de abril de 1920 | Real Vigo S. C.                          | 4 - 1   | Sporting de Gijón | Campo de Coya, Vigo |                   |
|                                               | Dimas 1T' · Moncho 1T' · Álvarez 1T' 2T' | Reporte | Meana 1T'         | Árbitro(s): Peris   | Árbitro(s): Peris |

### Semifinales
Al haber quedado exentos por distintos motivos de jugar los cuartos de final tanto el F. C. Barcelona como la Real Unión, ambos decidieron disputar su eliminatoria de semifinales los días 28 de marzo y 4 de abril coincidiendo con la fecha en la que los otros equipos disputaban su eliminatoria de cuartos.
| 1.ª Semifinal (Ida); 28 de marzo de 1920 | Real Unión | 0 - 1   | F. C. Barcelona | Estadio de Amute, Fuenterrabía |                      |
|                                          |            | Reporte | Viñals 3'       | Árbitro(s): Jáuregui           | Árbitro(s): Jáuregui |

| 2.ª Semifinal (Vuelta); 4 de abril de 1920 | F. C. Barcelona                                            | 4 - 4   | Real Unión                                                          | Campo de Industria, Barcelona |                       |
|                                            | Viñals 5' (pen.) 50' (pen.) · Sesúmaga 1T' · Alcántara 1T' | Reporte | Amántegui 1T' · Petit 2T' (pen.) · Echeveste 2T' · Emery 2T' (pen.) | Árbitro(s): Larrañaga         | Árbitro(s): Larrañaga |

| 2.ª Semifinal (Ida); 11 de abril de 1920 | Athletic Club              | 2 - 1   | Real Vigo S. C. | Estadio de San Mamés, Bilbao |                            |
|                                          | Germán 64' · José Mari 2T' | Reporte | Moncho 50'      | Árbitro(s): Bertrán de Lis   | Árbitro(s): Bertrán de Lis |

| 2.ª Semifinal (Vuelta); 18 de abril de 1920 | Real Vigo S. C. | 0 - 1   | Athletic Club | Campo de Coya, Vigo  |                      |
|                                             |                 | Reporte | José Mari 1T' | Árbitro(s): Paco Brú | Árbitro(s): Paco Brú |

## Final
Disputada en el Estadio El Molinón de Gijón, el 2 de mayo de 1920 bajo un césped mojado por la lluvia y donde había mayoría de aficionados vascos —más próximos al enclave y llegados en tren desde Bilbao—. El partido estuvo marcado por una polémica decisión del árbitro del encuentro, Bertrán de Lis, que antes del partido era el presidente del Colegio Nacional de Árbitros y un colegiado bien visto por ambos contendientes. En un principio el partido estuvo igualado y competido sin que los delanteros de ninguno de los dos equipos pudieran imponerse a las defensas. En una jugada del partido, Carlos Galicia, defensa del F. C. Barcelona cometió un claro penalty sobre un jugador del Athletic Club, que el árbitro vio y señaló. Laca lanzó la pena máxima y lo transformó en goal sin que Ricardo Zamora pudiera hacer nada. El árbitro, sin embargo, anuló el gol, porque un compañero de Laca, Germán Echevarría, había entrado en el área antes del lanzamiento. La sorpresa se produjo cuando el árbitro, en vez de ordenar la repetición del lanzamiento como exige el reglamento, pitó falta contra los bilbaínos. La jugada causó gran estupor y un escándalo monumental. Los barcelonistas aprovecharon la situación y acabaron ganando el partido por 2-0 con goles de Vicente Martínez y Paulino Alcántara. Tras el partido Bertrán de Lis asumió su error y se retiró del arbitraje.
| 1     | POR   | Ricardo Zamora    |  |
| 2     | DEF   | Francesc Coma     |  |
| 3     | DEF   | Carlos Galicia    |  |
| 4     | MED   | José Samitier     |  |
| 5     | MED   | Agustín Sancho    |  |
| 6     | MED   | Ramón Torralba    |  |
| 7     | DEL   | Francisco Viñals  |  |
| 8     | DEL   | Félix Sesúmaga    |  |
| 9     | DEL   | Vicente Martínez  |  |
| 10    | DEL   | Paulino Alcántara |  |
| 11    | DEL   | Fernando Plaza    |  |
| D. T. | D. T. | Jack Greenwell    |  |

| 1     | POR   | Juan José Amann        |  |
| 2     | DEF   | Luis Hurtado           |  |
| 3     | DEF   | Domingo Gómez-Acedo    |  |
| 4     | MED   | Sabino Bilbao          |  |
| 5     | MED   | Pacho Belauste         |  |
| 6     | MED   | Jesús Eguiluz          |  |
| 7     | DEL   | Gregorio Sena          |  |
| 8     | DEL   | Rafael Moreno Pichichi |  |
| 9     | DEL   | José María Belauste    |  |
| 10    | DEL   | José María Laca        |  |
| 11    | DEL   | Germán Echevarría      |  |
| D. T. | D. T. | Billy Barnes           |  |

|  | 70' | V. Martínez  | 1-0 |
|  | 80' | P. Alcántara | 2-0 |

| Árbitro:        | Bertrán de Lis |
| Jueces de línea | Montero        |
| Jueces de línea | Aranguren      |
| Jueces de gol   | Larrañaga      |
| Jueces de gol   | Carcer         |
| Reporte         |                |

| 1     | POR   | Ricardo Zamora    |  |
| 2     | DEF   | Francesc Coma     |  |
| 3     | DEF   | Carlos Galicia    |  |
| 4     | MED   | José Samitier     |  |
| 5     | MED   | Agustín Sancho    |  |
| 6     | MED   | Ramón Torralba    |  |
| 7     | DEL   | Francisco Viñals  |  |
| 8     | DEL   | Félix Sesúmaga    |  |
| 9     | DEL   | Vicente Martínez  |  |
| 10    | DEL   | Paulino Alcántara |  |
| 11    | DEL   | Fernando Plaza    |  |
| D. T. | D. T. | Jack Greenwell    |  |

| 1     | POR   | Juan José Amann        |  |
| 2     | DEF   | Luis Hurtado           |  |
| 3     | DEF   | Domingo Gómez-Acedo    |  |
| 4     | MED   | Sabino Bilbao          |  |
| 5     | MED   | Pacho Belauste         |  |
| 6     | MED   | Jesús Eguiluz          |  |
| 7     | DEL   | Gregorio Sena          |  |
| 8     | DEL   | Rafael Moreno Pichichi |  |
| 9     | DEL   | José María Belauste    |  |
| 10    | DEL   | José María Laca        |  |
| 11    | DEL   | Germán Echevarría      |  |
| D. T. | D. T. | Billy Barnes           |  |

|  | 70' | V. Martínez  | 1-0 |
|  | 80' | P. Alcántara | 2-0 |

| Árbitro:        | Bertrán de Lis |
| Jueces de línea | Montero        |
| Jueces de línea | Aranguren      |
| Jueces de gol   | Larrañaga      |
| Jueces de gol   | Carcer         |
| Reporte         |                |

|                         |
| Campeón F. C. BARCELONA |
| 4.º título              |